# Джон Марстон (Red Dead)
Джон Ма́рстон (англ. John Marston) — один из персонажей серии видеоигр Red Dead от Rockstar Games, главный герой игр Red Dead Redemption, Red Dead Redemption: Undead Nightmare и второстепенный протагонист Red Dead Redemption 2. Джон — разбойник, совершающий многочисленные преступления в составе банды «Ван дер Линде». Однако после падения банды в 1899 году он пытается оставить свою преступную жизнь, чтобы стать владельцем ранчо и семьянином.

## Создание
Red Dead Redemption требовала большого количества озвучки для создания ощущения живого мира. Разработчики считали, что объём озвучки, необходимый для игры, был ранее достигнут в Grand Theft Auto IV, с предыдущим опытом таких игр как Grand Theft Auto: San Andreas и Bully. До того, как актёры озвучки не были официально подписаны на проект, он был известен только как «безымянная игра» для обеспечения секретности. На роль Джона был отобран Роб Витхофф.
Джона Марстона создавали как «семейного человека». Команда разработала Марстона как сложного персонажа, чтобы обеспечить игроку интересный опыт. Роб Витхофф дал персонажу ощутимое чувство усталости, создавая его знающим о том, что его прошлые действия были неправильными, в результате чего он попытался отказаться от своей прежней жизни. Витхофф заявил, что ранние решения Марстона были прямым проявлением его потребности в принятии. Витхофф смотрел на свою собственную жизнь, возвращаясь к персонажу в Red Dead Redemption 2. Он также черпал вдохновение из историй про бандитов своего родного города для изображения личности Джона.
Технический режиссёр Тед Карсон чувствовал, что Марстон стал интересным из-за сочетания цинизма и реализма. Стив Джей Палмер (актёр, играющий Билла Уильямсона) чувствовал, что Джон и Билл считались братьями в их банде, в то время как Датч был больше родительской фигурой. Он заявил, что Билл завидует Марстону, несмотря на то, что Марстон является его «моральным якорем». Палмер также чувствовал, что после того, как Марстон покинул банду, жизнь Уильямсона начала бесконтрольно «рушиться».

## Биография
Джон Марстон родился в 1873 году. Отец Джона был неграмотным шотландским иммигрантом, а мать — проституткой, которая умерла во время родов. Джон в ранние годы жил со своим отцом, который любил Шотландию и всегда говорил о ней. Когда Джону было 8 лет, его отец был убит в ходе драки в баре. После этого Джон провёл несколько лет в приюте, откуда сбежал. Когда Джона в возрасте 12 лет поймали за кражу, его спас Датч Ван дер Линде, который взял его под своё крыло и вырастил. Позже в Джона влюбилась присоединившаяся к банде Эбигейл Робертс, у них родился сын по имени Джек.

### Red Dead Redemption 2
До событий игры Джон участвует в неудачном ограблении парома в Блэкуотере, в ходе которого он получает ранение. Когда банда ищет убежище в горах Гризли, Джон идёт на разведку, но теряется в метели и подвергается нападению со стороны волков, но позже спасается Артуром Морганом и Хавьером Эскуэллой. Как только Джон выздоровел, он присоединяется к банде на выполнение некоторых заданий, среди которых ограбление поезда на северо-западе Лемойна.
После того, как Брейтуэйты похищают Джека, Джон принимает участие в нападении на их поместье, а после успешно возвращает сына назад. Во время неудачного ограбления банка в Сен-Дени Джона арестовывают и сажают в тюрьму. После возвращения части банды с Гуармы Артур и Сэди спасают его, что злит Датча. Устав от поведения Датча, Артур предупреждает Джона с его семьёй покинуть банду, когда придёт время. Во время ограбления армейского поезда Джона подстреливают и Датч с Микой решают оставить его умирать, но чуть позже Марстон возвращается в лагерь, когда Артур противостоит Датчу и Мике. Когда Пинкертоны вторгаются в лагерь, Артур и Джон сбегают. Джон возвращается к своей семье по настоянию Артура, в то время как последний остаётся умирать, защищая его.
Восемь лет спустя, в 1907 году, Джон и Эбигейл находят работу на ранчо и ведут мирную жизнь. Там Джон помогает в борьбе с бандой Ларами, угрожающей его работодателю. Эбигейл обвиняет Джона, что он никак не может покончить с прошлой жизнью, после чего забирает сына и уходит от него. Это побуждает Джона взять кредит в банке для того, чтобы приобрести земельный участок на Бичерс-Хоуп и с помощью Дядюшки и Чарльза построить на нём дом, в то время как Сэди предоставляет ему работу охотника за головами, чтобы погасить кредиты. После того, как Эбигейл возвращается, Джон делает ей предложение. Вскоре Джон вместе с Сэди и Чарльзом выслеживают Мику и его банду в горах и обнаруживают, что Датч снова с ним работает. В мексиканском противостоянии Датч выстреливает в Мику, позволяя Джону добить его. В конце игры Джон и Эбигейл играют свадьбу.

### Red Dead Redemption
В 1911 году федеральные агенты Эдгар Росс и Арчер Фордхэм из Бюро Расследований приказывают Джону выступить в роли охотника за головами и задержать его бывших друзей-преступников. Для того, чтобы он подчинился, агенты похищают его сына Джека и жену Эбигейл, обещая их освобождение по завершении обязательств Джона.
Джон прибывает в Нью-Остин к стенам Форта-Мерсер, главного укрытия Билла Уильямсона и его банды. Столкнувшись со своим старым другом, Марстон пытается договориться с Биллом о том, чтобы тот сдался, но это приводит Джона лишь к ранению в ребро. К счастью, его нашла Бонни Макфарлейн которая после лечения его ранений предоставляет Джону жилье, еду и напитки, при условии, что он поможет ей на ранчо. Джон работает с долга в размере 15 долларов благодаря Бонни, а её отец Дрю Макфарлейн занимается различными работами ранчо, такими как ночное наблюдение, скотоводство и укрощение лошадей. Помогая маршалу Ли Джонсону очистить Армадилло и окружающую местность от преступников, Джон и маршал начинают планировать нападение на форт. Чтобы собрать отряд, Джон работает с продавцом чудодейственного зелья Найджелом Уэстом-Диккенсом, трусливым ирландским алкоголиком и психованным охотником за сокровищами Сетом Бриарсом. Тем не менее, планы нападения на форт временно откладываются, чтобы спасти Бонни от людей Уильямсона. После героического спасения Бонни Джон и его союзники совершили полномасштабное нападение на Форт-Мерсер, но после они выясняют, что Уильямсон бежал прошлым утром и скрылся в мексиканской провинции Нуэво-Параисо с Хавьером Эскуэллой.
В Мексике Марстон первоначально на стороне мексиканской армии полковника Агустин-Альенде и его правой рукой Висенте-де-Санта, чтобы помочь подавить восстание в обмен на его старого друга Хавьера Эскуэллы. В итоге армия предаёт Марстона, и он начинает сражаться за повстанцев под командованием Авраама Рейеса. В конечном итоге Джону удаётся поймать Хавьера Эскуэллу и выдать его агентам бюро Эдгару Россу и Арчеру Фордхэму, а после одолеть Билла. Марстон думает, что, разобравшись с двумя своими друзьями, он сможет вернуться к семье, однако агенты бюро дают ему новую задачу — поймать или убить Датча, бывшего лидера старой банды Джона, или они продолжат держать его семью в плену. Джон вместе с Россом, Фордхэмом и другими агентами Бюро участвуют в нескольких боях против Датча и его банды индейцев, но он каждый раз избегает захвата или смерти. Марстон также работает с некомпетентным профессором Йельского университета Гарольдом Макдугалом и информатором-индейцем Настасом. В конце концов, Джон и Бюро присоединяются к армии США в засаде убежища Датча. Он противостоит самому Датчу, который предупреждает Джона, что правительство всегда найдет нового «монстра», чтобы оправдать свою зарплату. Датч, поняв, что у него нет выбора, совершает суицид, спрыгнув с горы.
После рейда Джон освобождается правительством и воссоединяется со своей семьей на его ранчо «Бичерс-Хоуп». Однако через некоторое время агенты по непонятным Марстону причинам внезапно нападают на ранчо. Марстон даёт Эбигейл и Джеку убежать, а сам решает задержать агентов, но они берут Марстона числом, в ходе чего Джон погибает.
В 1914 году, через три года после смерти Джона и вскоре после смерти Эбигейл, Джек решает отомстить за смерть своего отца. Ему удаётся разыскать Эдгара Росса, которого он убивает в ходе дуэли.

## Восприятие
После выхода Red Dead Redemption Джон Марстон получил положительные отзывы. Он получил награду за номинацию «Лучший новый персонаж 2010 года» от GameSpot, который описал его как «увлекательного, сложного персонажа» из-за его попытки отказаться от своей преступной жизни и от IGN, который прокомментировал его сарказм и его «борьбу между хорошим и плохим поведением, что делает его таким интересным и правдоподобным человеком». Персонаж также занял второе место в номинации «Персонаж года» на 2010 Spike Video Game Awards. Кроме того, озвучка Роба Витхоффа была номинирована на премию Spike Video Game Awards за лучшее мужское исполнение, и в категории выдающихся персонажей 14-й ежегодной премии D.I.C.E. Awards. Network World заявил, что Джон Марстон «является сложным персонажем будучи плохим человеком, который пытается сделать все правильно». The New York Times заявила, что «Джон и его создатели вызывают такое убедительное, сплочённое и увлекательное переосмысление реального мира, что это устанавливает новый стандарт для изысканности и амбиций в компьютерных играх». В 2012 году GamesRadar оценил Джона как 14-го «самого запоминающегося, влиятельного, и крутого главного героя в играх». Complex процитировал роман между Джоном и Эбигейл как 19-й самый реалистичный роман в видеоиграх, ссылаясь на то, что он мог легко предать свою жену, но он этого не сделал.